# 刘少奇一类骗子
刘少奇一类骗子，或刘少奇一类政治骗子，刘少奇一类假马克思主义政治骗子，王明、刘少奇一类假马克思主义政治骗子等，是中国大陆在文化大革命時期的一種委婉语，借原中华人民共和国主席刘少奇之名批判其他人，可指中共中央副主席林彪等人。該說法出现于1971年至1973年8月的各式媒体上。
1972年两报一刊《团结起来，争取更大的胜利》元旦社论说：“广大幹部，广大党员，特别是党的高级干部……进一步揭露和批判了刘少奇一类骗子裡通外国，妄图改变党的路线和政策，改变社会主义制度的阴谋”。

### 引用
1. ↑  文革上書集 （页面存档备份，存于）第207頁
2. ↑  . 福建日报. 1971-08-03.